# Панькевич Василь Миколайович
Василь Панькевич (нар. 6 серпня 1918, с. Соколів, нині Чортківського району Тернопільської області, Україна) — український громадський діяч у Великій Британії, меценат в Україні.

## Життєпис
Народився в сім'ї Миколи та його дружини Гафії Панькевичів. На формування його характеру, почуттів, свідомості мала вплив духовна атмосфера патріотичної сім'ї, в якій він жив.
Після закінчення чотирирічної школи допомагав батькам у домашньому господарстві. В юнацькі роки брав активну учать у творенні духовного життя села. Був членом товариств «Просвіта», «Луг».
1940 рік — призваний на службу в армію. У 1943 році вступив в добровольчу Дивізію «Галичина», яка з наближенням фронту відійшла на Захід. Потім — Чехословаччина, Австрія, Італія, табори полонених в Ріміні. Важке життя.
У 1947 році його разом з іншими полоненими був перевезений до Великої Британії, через 1 рік був звільнений з англійського полону.
Співорганізатор створення Союзу Українців Великої Британії, ініціатор численних заходів українців-емігрантів. У 1998, 2001 р. побував у рідному селі. Автор статей у періодиці.

### Меценат
Фундатор церкви св. Миколая в рідному Соколові. За його фінансування: встановлено пам'ятний хрест край села, збудовано на цвинтарі капличку, зведено могилу полеглим «За віру Христову», встановлено у селі пам'ятники Тарасу Шевченку, Лесі Українці, поставлено хрест з нагоди 2000-ліття Різдва Христового, вийшла друком книжка «Село Соколів. Минувшина і сьогодення» (1998).